# Avoca (Indiana)
Avoca es un lugar designado por el censo ubicado en el condado de Lawrence en el estado estadounidense de Indiana. En el Censo de 2010 tenía una población de 583 habitantes y una densidad poblacional de 107,45 personas por km².

## Geografía
Avoca se encuentra ubicado en las coordenadas 38°55′2″N 86°33′20″O / 38.91722, -86.55556. Según la Oficina del Censo de los Estados Unidos, Avoca tiene una superficie total de 5.43 km², de la cual 5.43 km² corresponden a tierra firme y (0%) 0 km² es agua.

## Demografía
Según el censo de 2010, había 583 personas residiendo en Avoca. La densidad de población era de 107,45 hab./km². De los 583 habitantes, Avoca estaba compuesto por el 96.74% blancos, el 0% eran afroamericanos, el 0.51% eran amerindios, el 0.69% eran asiáticos, el 0% eran isleños del Pacífico, el 0.51% eran de otras razas y el 1.54% pertenecían a dos o más razas. Del total de la población el 1.2% eran hispanos o latinos de cualquier raza.